# Mount Shuksan
Mount Shuksan ist ein vergletscherter Berg im North-Cascades-Nationalpark im US-Bundesstaat Washington. Er liegt im Whatcom County, sechzehn Kilometer nordöstlich des Mount Baker und etwa achtzehn Kilometer südlich der Grenze zu Kanada.

## Geologie
Der Berg besteht aus Shuksan Greenschist (Shuksan-Grünschiefer), der sich aus ozeanischem Basalt durch den Zusammenprall des Easton-Terranes mit dem nordamerikanischen Kontinent vor etwa 120 Millionen Jahren gebildet hat.